# Dayana Akhmetvaliyeva
Dayana Akhmetvaliyeva, née le 21 décembre 1997 à Almaty, est une sauteuse à ski et coureuse kazakhe du combiné nordique.

## Biographie
En 2017, elle a représenté son pays lors des Championnats du monde de ski nordique à Lahti ; 38e des qualifications lors de l'épreuve de saut sur tremplin normal, elle n'a pas été  admise en finale. Elle a également participé à l'épreuve par équipes mixte, dont elle s'est classée 14e.
En décembre 2018, aux États-Unis, elle se classe 12e des deux épreuves d'ouverture de la Coupe continentale de combiné nordique, organisées à Steamboat Springs. Une semaine plus tard, elle participe aux courses FIS de saut à Park City.